# Mallotus minimifructus
Mallotus minimifructus är en törelväxtart som beskrevs av S.E.C.Sierra. Mallotus minimifructus ingår i släktet Mallotus och familjen törelväxter. Inga underarter finns listade i Catalogue of Life.